# Robel Bamowag 54.22
Das Gleisarbeitsfahrzeug Robel Bamowag 54.22 ist ein von der Robel Bahnbaumaschinen GmbH gebautes schweres Nebenfahrzeug.
Der Name leitet sich aus der Bezeichnung Bahnmotorwagen ab.

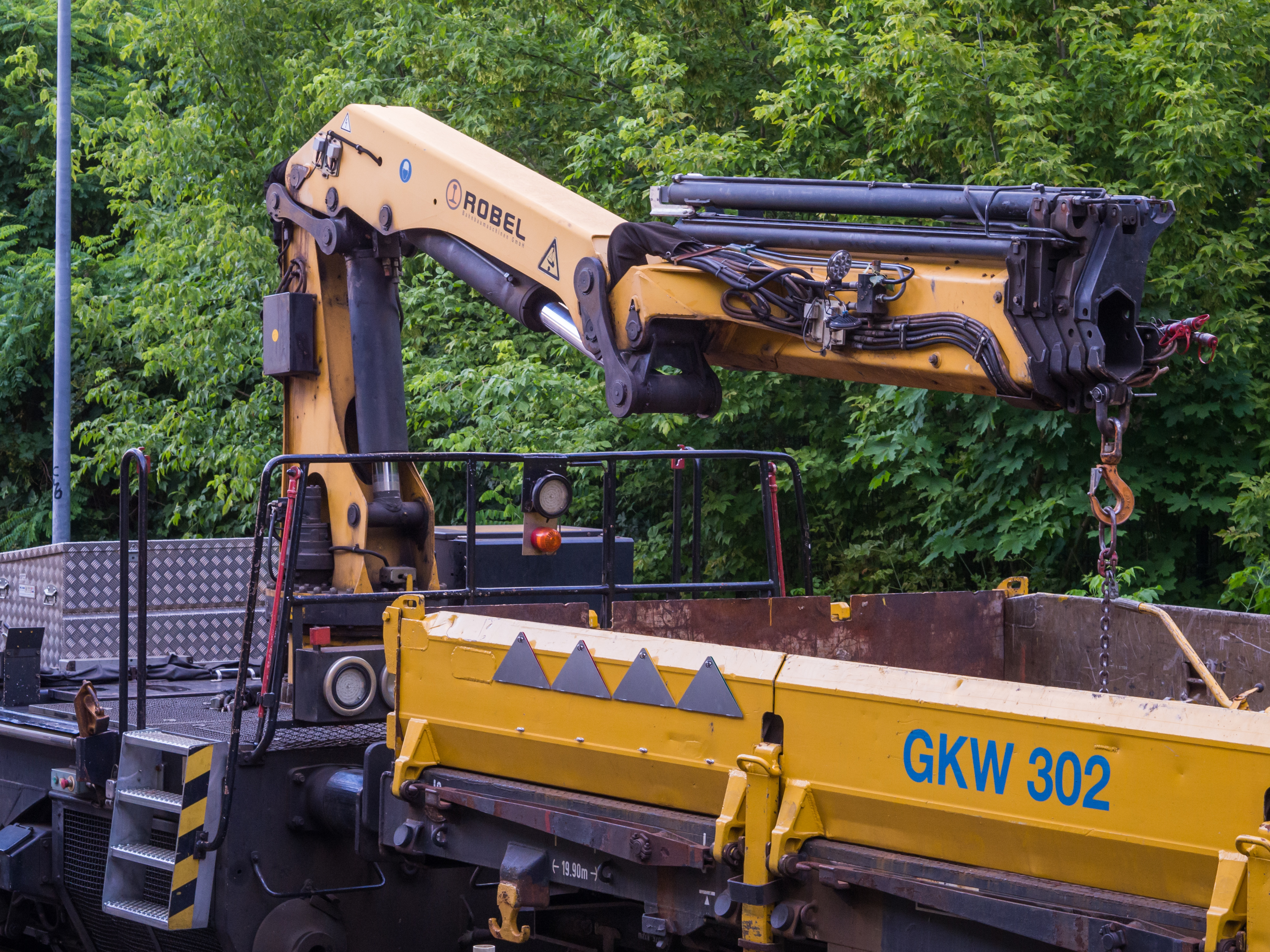
Kranarm eines BAMOWAG 54.22

Die Bahndienstfahrzeuge des Typs Bamowag 54.22 wurden ab 1999 unter anderem für die DB Netz hergestellt. Zu den Einsatzmöglichkeiten gehören der Transport von Baumaterialien und -geräten (Verladung per Teleskopkran) sowie mit entsprechender Räumtechnik der Winterdienst. Die zur Mitfahrt zulässige Personenzahl ist auf sechs beschränkt.
Der Antrieb erfolgt durch einen Achtzylinder-V-Dieselmotor, der sich unter dem Führerstand befindet und über ein Strömungsgetriebe beide Radsätze antreibt. Meist werden die Gleisarbeitsfahrzeuge in Kombination mit dem Beiwagen Bamowag 55.54 eingesetzt.
Um schwere Bauzüge befördern zu können, verfügen die Fahrzeuge über eine Mehrfachtraktionssteuerung, die den gemeinsamen Einsatz von bis zu vier Bamowag 54.22 ermöglicht. In dieser Zusammenstellung wird eine Gesamtleistung von 1760 kW und eine Reibungsmasse von bis zu 140 t erreicht, was einer schweren Güterzuglokomotive entspricht.